# Myrcia
Genre
Synonymes
Myrcia est un genre de plantes à fleurs de la famille des Myrtaceae. L'aire de répartition des espèces va du sud du Mexique jusqu'en Amérique tropicale.

## Sélection d'espèces
- Myrcia albobrunnea McVaugh
- Myrcia almasensis E.Nic Lughadha
- Myrcia almasensis NicLugh.
- Myrcia crassimarginata McVaugh
- Myrcia guianensis (Aubl.) DC.
- Myrcia neoelegans K.Campbell & K.Samra
- Myrcia neomontana E.Lucas & C.E.Wilson
- Myrcia pentagona McVaugh
- Myrcia splendens (Sw.) DC.

## Liste d'espèces
Selon GBIF (8 avr. 2025), il y a 1016 noms acceptés :
Selon Catalogue of Life (8 juil. 2012) :
Selon Plants of the World online (POWO) (6 sep. 2024), il y a 788 noms acceptés :

## Myrmécophilie
Myrcia madida est l'hôte de l'espèce de la fourmis Myrcidris epicharis (Pseudomyrmecinae).